# マーク・デイビス (ポルノ俳優)
マーク・デイビス（Mark Davis、1965年8月6日 - ）はイングランドの元ポルノ男優、監督、エキゾティック・ダンサー。1998年、インデペンデント紙は彼を「アメリカで最も成功した英国出身のポルノ男優」と評した。2012年、アダルト業界からの引退を発表。AVN殿堂とXRCO殿堂入りを果している。

## 幼年期
マークはエセックスで育った。1981年、彼と家族はオンタリオ州のトロントへ移住した。

## キャリア

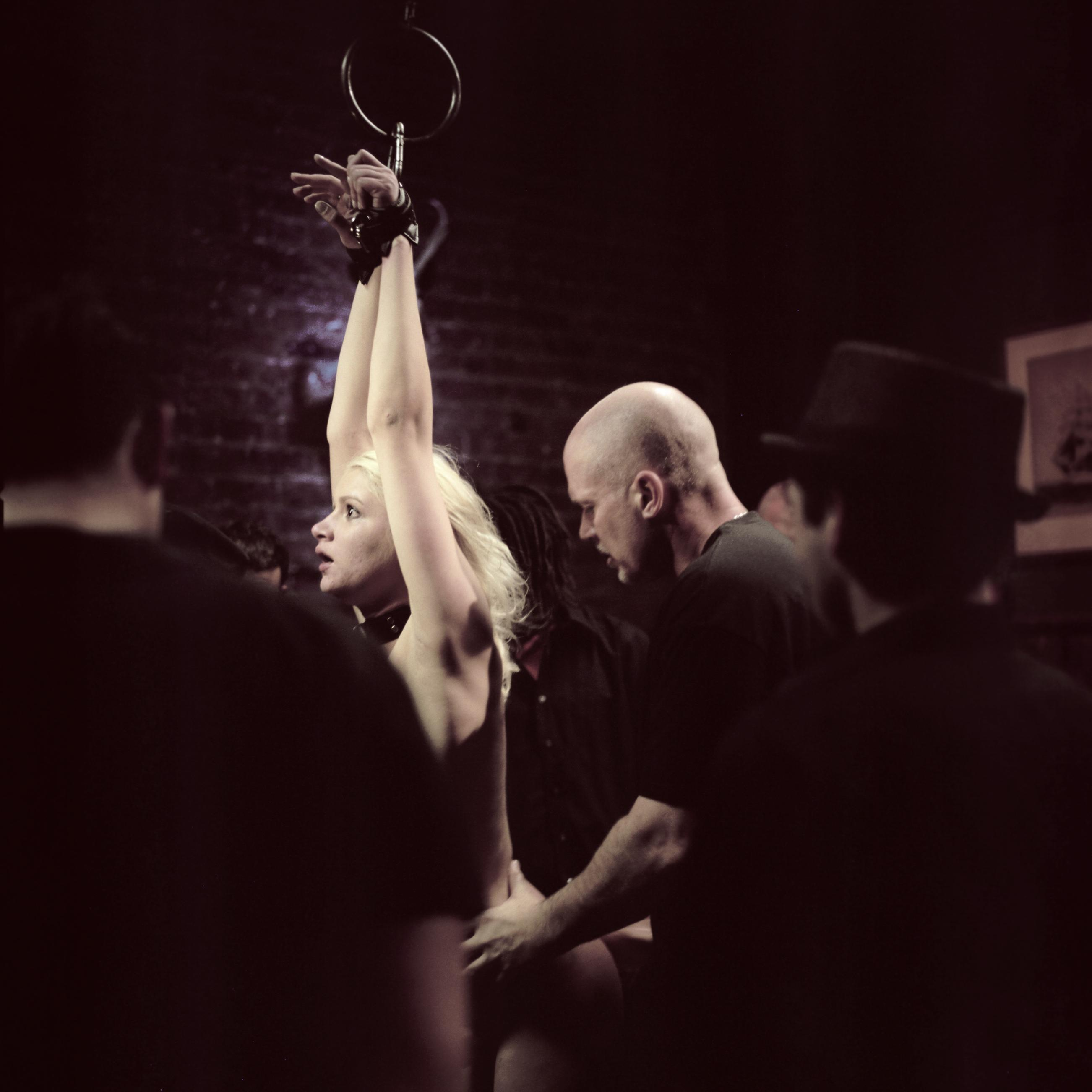
2011年の撮影現場にて

高校を卒業すると、彼はロサンゼルスへ行き、プレイガールの撮影を18歳の時に受けた。それからすぐにマークはアメリカに定住することになった。1984年から1988年までの間、彼はチッペンデールズのストリッパーとして雇われた。1993年1月になるとマークはアダルトポルノ映画でのキャリアをスタートさせた。
2003年、AVN殿堂に選ばれる。2006年にはXRCO殿堂にも選ばれる。
キャリア最後の数年、彼はKink.comで主に働くようになり、BDSMシーンにおける悪い役を演じていた。2012年、マークはポルノ業界からの引退を発表し、20年近くのキャリアを終わらせた。2016年、Kink.comの撮影のためだけに復帰した。
マークはそのキャリアの中で2,400本あまりの作品に出演している。

## 私生活
マークはコーベ・タイと結婚したのち、キトゥンとも結婚していた。マークはジェナ・ジェイムソンとブラッド・アームストロングの結婚式で介添人を務めた。マークはジョン・ドウの友人でもあり、彼の自殺はマークに影響を与えた。

## 受賞
- 1994 XRCO賞 – Best Anal Sex Scene (Butt Banged Bicycle Babes)[6]
- 1996 AVNアワード – Best Group Sex Scene, Video (World Anal Sex Tour)[7]
- 1998 AVNアワード – Best Anal Sex Scene, Video (Butt Banged Naughty Nurses)[7]
- 2001 XRCO賞 – Best Male-Female Sex Scene (Welcome to Chloeville)[6]
- 2003 AVN殿堂[8]
- 2006 XRCO殿堂[4]
- 2009 AVNアワード – Best Group Sex Scene (Anal Icon)[9]